# Dechwiri-Festung
Die Dechwiri-Festung (georgisch დეხვირის ციხე) ist eine Festung in Georgien im Westen der historisch-geografischen Region Letschchumi, in der Nähe des Dorfes Dechwiri (heutige Munizipalität Zageri). Die Festung wird erstmals in schriftlichen Quellen in der zweiten Hälfte des 17. Jahrhunderts erwähnt. 
Die Dechwiri-Festung stand auf dem Kamm, der die Flüsse Zcheniszqali und Ladschanuri trennt, und kontrollierte einen bedeutenden Teil der Täler dieser Flüsse.
Vom 16. bis zum 18. Jahrhundert war die Dechwiri-Festung zusammen mit Letschchumi Teil des Königreichs Imeretien und gehörte den Königen von Imereti. 
Im 18. Jahrhundert wurden Letschchumi und die Dechwiri-Festung Teil des Fürstentums Mingrelien.
1802 eroberte der König von Imeretien Solomon II die Festung. Einige Jahre später wurde sie auf Betreiben des Russischen Kaiserreichs wieder an Mingrelien zurückgegeben.
Es sind die Ruinen der Festung erhalten. Ihre Lage wird zusammen mit anderen wichtigen Festungen in Westgeorgien auf einer Karte von Westgeorgien von 1737 gezeigt. Nach diesem Plan bestand sie aus zwei mehrstöckigen Türmen unterschiedlicher Größe und war von einer hohen Mauer umgeben. 
Wachuschti Bagrationi (Batonischwili) datiert die Festung auf die mittlere Feudalzeit. 